# 157
157（百五十七、ひゃくごじゅうなな）は自然数、また整数において、156の次で158の前の数である。

## 性質
- 157は37番目の素数である。1つ前は151で、次は163。
  - 約数の和は158。
- 12番目のスーパー素数である。1つ前は127、次は179。
- 8番目の非正則素数である。1つ前は149、次は233。
- 15…57 の形の最小の素数である。次は155557。ただし挟まれた数は無くてもいいとすると最小は17。(オンライン整数列大辞典の数列 A102020)
- 末尾の2桁が57の最小の素数である。次は257。(オンライン整数列大辞典の数列 A275317)
- 1572 = 24649、1582 = 24964
  - 連続した整数の平方数の数字が同じ組み合わせになる2番目の数である。1つ前は13、次は913。(オンライン整数列大辞典の数列 A072841)
  - 連続した整数の平方数の数字が同じ組み合わせになる2番目の素数である。1つ前は13、次は4513。(オンライン整数列大辞典の数列 A175519)
- 157 = 120 + 121 + 122
  - a = 12 のときの a0 + a1 + a2 の値とみたとき1つ前は133、次は183。
    - a0 + a1 + a2 で表せる7番目の素数である。1つ前は73、次は211。

  - 12の累乗和とみたとき1つ前は13、次は1885。(オンライン整数列大辞典の数列 A016125)
    - 157 = 123 − 1/12 − 1 = 133 + 1/13 + 1
- 1/157 = 0.006369426751592356687898089171974522292993630573248407643312101910828025477707… (下線部は循環節で長さは78)
  - 逆数が循環小数になる数で循環節が78になる最小の数である。次は169。
  - 循環節が n になる最小の数である。1つ前の77は5237、次の79は317。(オンライン整数列大辞典の数列 A003060)
- 各位の和が13になる9番目の数である。1つ前は148、次は166。
  - 各位の和が13になる数で素数になる3番目の数である。1つ前は139、次は193。(オンライン整数列大辞典の数列 A106755)
- 各位の平方和が75になる最小の数である。次は175。(オンライン整数列大辞典の数列 A003132)
  - 各位の平方和が n になる最小の数である。1つ前の74は57、次の76は266。(オンライン整数列大辞典の数列 A055016)
- 各位の立方和が469になる最小の数である。次は175。(オンライン整数列大辞典の数列 A055012)
  - 各位の立方和が n になる最小の数である。1つ前の468は57、次の470は1157。(オンライン整数列大辞典の数列 A165370)
- 10進数表記において桁を逆に並べても素数となる12番目のエマープである。 1つ前は149、次は167。
- 157 = 62 + 112
  - 異なる2つの平方数の和で表せる47番目の数である。1つ前は153、次は160。(オンライン整数列大辞典の数列 A004431)
- 157 = 22 + 32 + 122
  - 3つの平方数の和1通りで表せる57番目の数である。1つ前は145、次は163。(オンライン整数列大辞典の数列 A025321)
  - 異なる3つの平方数の和1通りで表せる49番目の数である。1つ前は153、次は162。(オンライン整数列大辞典の数列 A025339)
- 157 = 25 + 53
  - n = 5 のときの 2n + n3 の値とみたとき1つ前は80、次は280。(オンライン整数列大辞典の数列 A097339)
    - 2n + n3 で表せる2番目の素数である。1つ前は3、次は34359781243。(オンライン整数列大辞典の数列 A163320)

## その他 157 に関連すること
- 西暦157年
- 国鉄157系電車
- O157 - 大腸菌の一種。
- 第157代ローマ教皇はグレゴリウス7世（在位：1073年4月22日～1085年5月25日）である。
- 年始から数えて157日目は6月6日、閏年は6月5日。
- さわぎり (護衛艦)：海上自衛隊の護衛艦。あさぎり型護衛艦の7番艦。船体番号157。
- 日本国内でau、SoftBankの携帯電話に電話番号157を入力すると各社の総合案内に接続される[1][2]。
- 157丁目駅は、ブロードウェイにある地下鉄駅。
- UFC 157
- 157グループ
- TOI-157 bは、太陽系外惑星。
- Fi 157 (航空機)
- 157 × 10−2 = 1.57 は π/2 の近似値である。(オンライン整数列大辞典の数列 A019669)